# Íam
D'acord amb la mitologia grega, Íam (en grec antic Ἴαμος, Íamos) fou un endeví, fill d'Apol·lo i d'Evadne, i el mític avantpassat de la casta sacerdotal dels Iàmides.
Evadne va ser seduïda per Apol·lo, i, avergonyida, va abandonar Íam vora l'Alfeu al moment de néixer, però dues serps el nodriren amb mel i el posaren en un jaç de violetes, on la mateixa Evadne el trobà al cap d'uns dies. Per això li va posar per nom Íam "el nen de les violetes". Èpit, el pare humà d'Evadne, va consultar l'oracle de Delfos sobre el significat d'aquest prodigi, respongué que Íam tindria el do de la profecia i seria cap d'una nissaga de sacerdots.
En fer-se gran, va anar una nit a la vora de l'Alfeu i invocà el seu pare Apol·lo i el seu avi Posidó. Apol·lo el contestà i li ordenà que seguís la seva veu, que el va conduir fins a Olímpia, i li va dir que s'instal·lés allà i esperés a Hèracles, amb el que fundaria uns jocs que serien molt cèlebres. També li va ensenyar el llenguatge de les aus i a interpretar el significat dels presagis que proporcionen les víctimes.